# Sophia Hayden

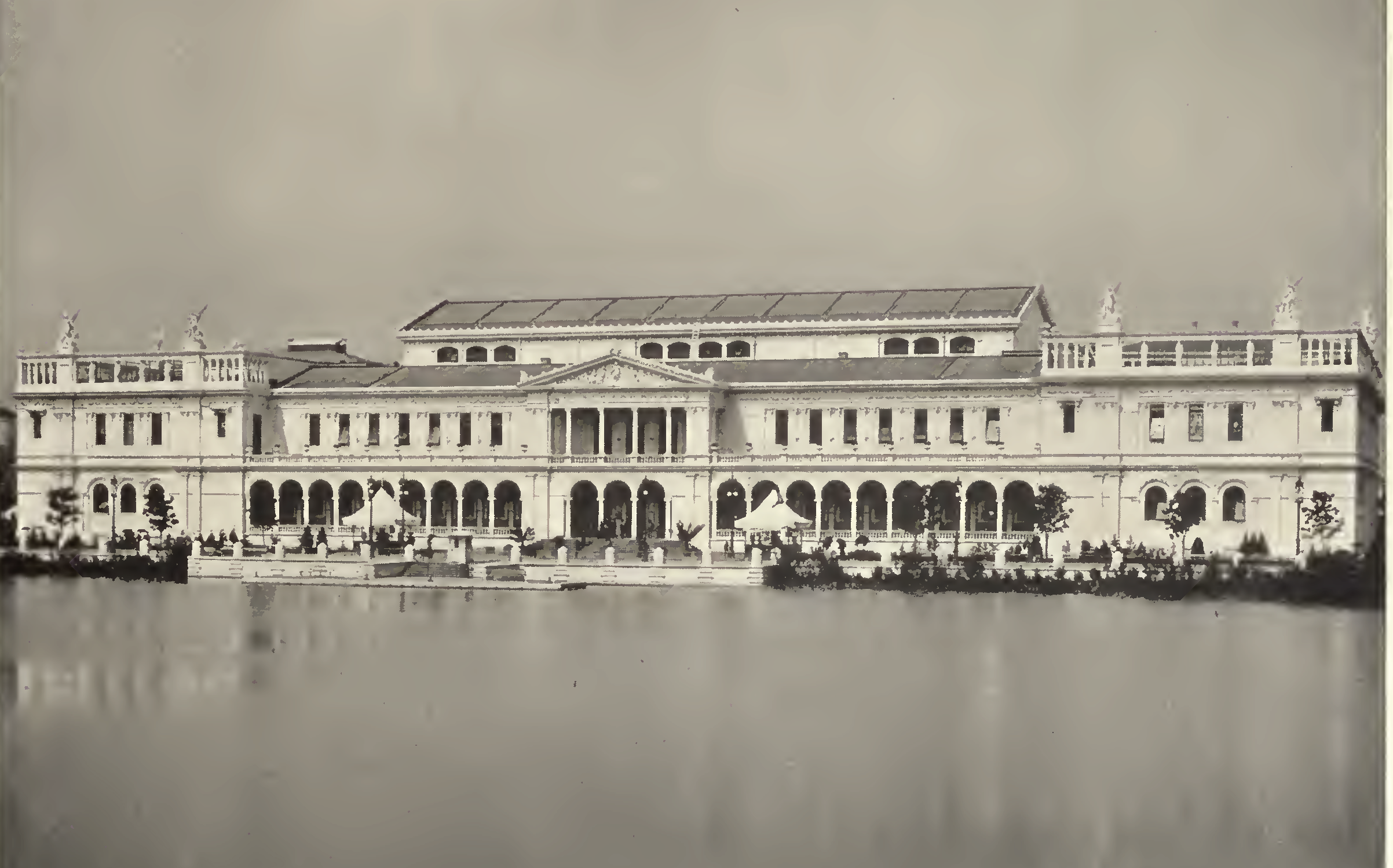
Woman's Building på världsutställningen i Chicago 1893.

Sophia Gregoria Hayden, född 17 oktober 1868 i Santiago de Chile, död 3 februari 1953 i Winthrop i Massachusetts, var en amerikansk arkitekt. Hon blev känd för sitt första och enda projekt, Woman's Building på världsutställningen i Chicago 1893.

## Uppväxt och utbildning
Hayden föddes i Santiago de Chile som dotter till den amerikanske tandläkaren George Henry Hayden och en sydamerikanska, men flyttade 1874 till stadsdelen Jamaica Plain i Boston för att bo med sina farföräldrar. Hon gick ut West Roxbury High School i Boston och inledde sina arkitekturstudier vid Massachusetts Institute of Technology 1886. Hon avlade examen med högsta betyg 1890 och blev därmed den första kvinnan att utexamineras från arkitektprogrammet. Därefter anställdes hon som lärare i teknisk ritning vid en skola i Jamaica Plain.

## Världsutställningen 1893
Haydens enda färdigställda projekt, Woman's Building (Kvinnans hus) på världsutställningen i Chicago 1893, var också det som gjorde henne berömd. Hayden var en av de tretton kvinnor som ställde upp i tävlingen om uppförandet av huset och hennes bidrag, ett tvåvåningshus i italiensk renässansstil, vann första pris trots att hon inledningsvis anklagades för plagiat. Själva huset kritiserades även för att vara alltför feminint i sin utformning. Hayden belönades med 1000 $, en tiondel av den summa som manliga arkitekter fick för sina projekt på världsutställningen. Sommaren 1892 drabbades hon av ett nervsammanbrott, vilket ledde till att kvinnors lämplighet för arkitektyrket ifrågasattes.

## Senare liv
Trots framgången på världsutställningen fortsatte Hayden inte sin arkitektverksamhet. Hennes andra kända projekt, ett hus för Women's Clubs of America, ritat 1894, färdigställdes aldrig. I och med att Woman's House uppfördes som en tillfällig byggnad och revs efter utställningens slut finns det i dag inga bevarade hus ritade av Hayden.
År 1900 gifte sig Hayden med konstnären William Blackstone Bennett. Hon dog i lunginflammation efter ett slaganfall på ett vårdhem i Winthrop i Massachusetts.